# لوئیس پنترلی
لوئیس پنترلی (انگلیسی: Luis Pentrelli؛ زادهٔ ۱۵ ژوئن ۱۹۳۲) بازیکن فوتبال اهل آرژانتین است.
از باشگاه‌هایی که در آن بازی کرده‌است می‌توان به باشگاه فوتبال بوکا جونیورز، باشگاه فوتبال فیورنتینا، باشگاه فوتبال جیمناسیا لاپلاتا، باشگاه فوتبال اودینزه، و باشگاه فوتبال راسینگ کلوب آویاندا اشاره کرد.
وی همچنین در تیم ملی فوتبال آرژانتین بازی کرده‌است.